# Зелёные Лужки
Зелёные Лужки — опустевший поселок в Суворовском районе Тульской области в составе Северо-Западного сельского поселения.

## География
Находится в западной части Тульской области на расстоянии приблизительно 22 км по прямой на запад от города Суворов, административного центра района севернее деревни Селюково.

## История
В 1859 году здесь (тогда деревня Лихвинского уезда Калужской губернии) было учтено 5 дворов, в конце 1930-х годов — 24.

## Население
Постоянное население составляло 52 человека (1859 год), 109 (1897), 1 (русские 100 %) в 2002 году, 0 в 2010.